# Campionati mondiali di biathlon 2012 - 15 km partenza in linea maschile
La 15 km partenza in linea maschile dei Campionati mondiali di biathlon 2012 si è svolta l'11 marzo 2012 alle 13:30 (UTC+1). Hanno partecipato 30 atleti: i medagliati delle altre gare individuali, 9 classificati dal 1º al 15º posto di Coppa del Mondo e i 14 altri atleti che hanno raccolto più punti nelle gare individuali precedenti.

## Risultati
| Pos.    | #  | Atleta               | Nazione     | Errori (P+P+S+S) | Tempo/Distacco |
| ------- | -- | -------------------- | ----------- | ---------------- | -------------- |
| Oro     | 1  | Martin Fourcade      | Francia     | 2 (0+1+1+0)      | 38'25"4        |
| Argento | 20 | Björn Ferry          | Svezia      | 0 (0+0+0+0)      | +3"0           |
| Bronzo  | 17 | Fredrik Lindström    | Svezia      | 2 (0+1+1+0)      | +3"4           |
| 4       | 7  | Andreas Birnbacher   | Germania    | 1 (0+0+0+1)      | +4"6           |
| 5       | 4  | Simon Fourcade       | Francia     | 2 (1+0+1+0)      | +9"8           |
| 6       | 3  | Carl Johan Bergman   | Svezia      | 1 (0+0+1+0)      | +13"6          |
| 7       | 9  | Arnd Peiffer         | Germania    | 2 (0+0+1+1)      | +20"3          |
| 8       | 12 | Ole Einar Bjørndalen | Norvegia    | 2 (0+0+1+1)      | +24"0          |
| 9       | 15 | Evgenij Garaničev    | Russia      | 1 (0+0+0+1)      | +26"8          |
| 10      | 13 | Evgenij Ustjugov     | Russia      | 2 (2+0+0+0)      | +34"3          |
| 11      | 6  | Jaroslav Soukup      | Rep. Ceca   | 2 (0+1+0+1)      | +37"5          |
| 12      | 19 | Michal Šlesingr      | Rep. Ceca   | 2 (1+0+1+0)      | +42"9          |
| 13      | 18 | Ondřej Moravec       | Rep. Ceca   | 3 (0+1+1+1)      | +53"3          |
| 14      | 16 | Daniel Mesotitsch    | Austria     | 2 (1+0+1+0)      | +1'01"5        |
| 15      | 25 | Alexis Bœuf          | Francia     | 3 (1+0+0+2)      | +1'05"4        |
| 16      | 24 | Lukas Hofer          | Italia      | 3 (0+0+1+2)      | +1'12"4        |
| 17      | 9  | Tarjei Bø            | Norvegia    | 3 (0+0+2+1)      | +1'15"4        |
| 18      | 2  | Emil Hegle Svendsen  | Norvegia    | 5 (2+0+1+2)      | +1'15"6        |
| 19      | 30 | Andrij Deryzemlja    | Ucraina     | 3 (0+0+3+0)      | +1'16"9        |
| 20      | 22 | Markus Windisch      | Italia      | 4 (0+1+2+1)      | +1'18"6        |
| 21      | 27 | Klemen Bauer         | Slovenia    | 4 (1+1+1+1)      | +1'37"3        |
| 22      | 23 | Michael Greis        | Germania    | 4 (0+0+2+2)      | +1'39"4        |
| 23      | 29 | Tim Burke            | Stati Uniti | 4 (2+1+1+0)      | +1'42"5        |
| 24      | 28 | Dominik Landertinger | Austria     | 3 (1+0+2+0)      | +1'43"8        |
| 25      | 14 | Lowell Bailey        | Canada      | 5 (0+1+3+1)      | +1'52"5        |
| 26      | 26 | Simon Schempp        | Germania    | 5 (1+0+3+1)      | +1'56"6        |
| 27      | 21 | Sjarhej Novikaŭ      | Bielorussia | 5 (1+0+1+3)      | +2'20"9        |
| 28      | 11 | Andrej Makoveev      | Russia      | 5 (2+2+1+0)      | +2'45"4        |
| 29      | 5  | Anton Šipulin        | Russia      | 3 (0+0+1+2)      | +3'08"1        |
| —       | 10 | Benjamin Weger       | Germania    | (1+)             | DNF            |